# Astrid Martini
Astrid Martini (* 7. Mai 1965 in Bad Neuenahr) ist Autorin im Bereich Erotik.

## Leben
Astrid Martini, geboren in Bad Neuenahr, absolvierte eine Ausbildung zur Erzieherin. Nach ihrer Ausbildung war sie einige Jahre in diesem Job tätig. Dann kündigte sie und arbeitete ein Jahr lang als Kinderbetreuerin auf einer deutschen Tauchbasis in Ägypten. Inspiriert von ihrer Arbeit, entstanden zahlreiche Geschichten, Gedichte und Lieder für Kinder. Ende 2003 entdeckte sie ihre Vorliebe für den erotischen Roman. Seit 2001 lebt Astrid Martini zusammen mit ihrem Lebenspartner und vier Katzen im Norden von Berlin.

## Werke

### Erotische Romane
- Zuckermond beim Plaisir d’Amour Verlag, ISBN 3-938281-13-8
- Engel der Schatten beim Plaisir d’Amour Verlag, ISBN 3-940318-01-9
- Mondkuss beim Plaisir d’Amour Verlag, ISBN 3-938281-21-9
- Feuermohn beim Plaisir d’Amour Verlag, ISBN 3-938281-37-5
- Eisrose beim Plaisir d’Amour Verlag
- Schwanensee beim Plaisir d’Amour Verlag
- Der Schneekönig beim Plaisir d’Amour Verlag